# Eva Margareta Frölich
Eva Margareta Frölich (ca. 1650 - septiembre de 1692 en Estocolmo ), fue una mística, profeta, visionaria y escritora pietista sueca. 

## Biografía
Frölich nació como hija del coronel Hans Christoffer Frölich y Elisabet von Plessen. Se desconoce la ubicación y la fecha exacta. Su hermano, Carl Gustaf Frölich, era un conde ennoblecido; se convirtió en la tía de Charlotta Frölich. 
Se casó en Riga en Letonia, entonces provincia sueca, con Johann Henning Neumeijer, coronel del ejército sueco, a quien abandonó en 1684, cuando llegó a Estocolmo en Suecia en compañía del orfebre Berendt Doerchmann y se dio a conocer como profeta y predicador. Fue recibida por el rey Carlos XII de Suecia, donde predijo que él sería el fundador del reino milenario de Cristo y gobernaría sobre todo el cristianismo. El mismo año fue condenada al exilio y viajó a Hamburgo, donde publicó su trabajo sobre el milenarismo y las siete congregaciones en la Biblia, lo que provocó su destierro de la ciudad. Luego se instaló en Ámsterdam, donde publicó muchas de sus obras y continuó activa como profeta y predicadora, todavía asistida por Berendt Doerchmann. 
Una de sus opiniones fue que se debería permitir que las mujeres predicaran.

## Regreso
Regresó a Estocolmo en 1692, donde pronunció discursos contra los sacerdotes "casi peores que antes" e intentó publicar su trabajo. Fue arrestada y encarcelada, donde murió ese mismo año. 
Su teología ha sido descrita como una mezcla entre el espiritismo, el pietismo, la ortodoxia y la ideología del castigo del Antiguo Testamento. Ella era luterana, pero atacaba la versión literaria de los sacerdotes.